# Regionalforstamt Ostwestfalen-Lippe

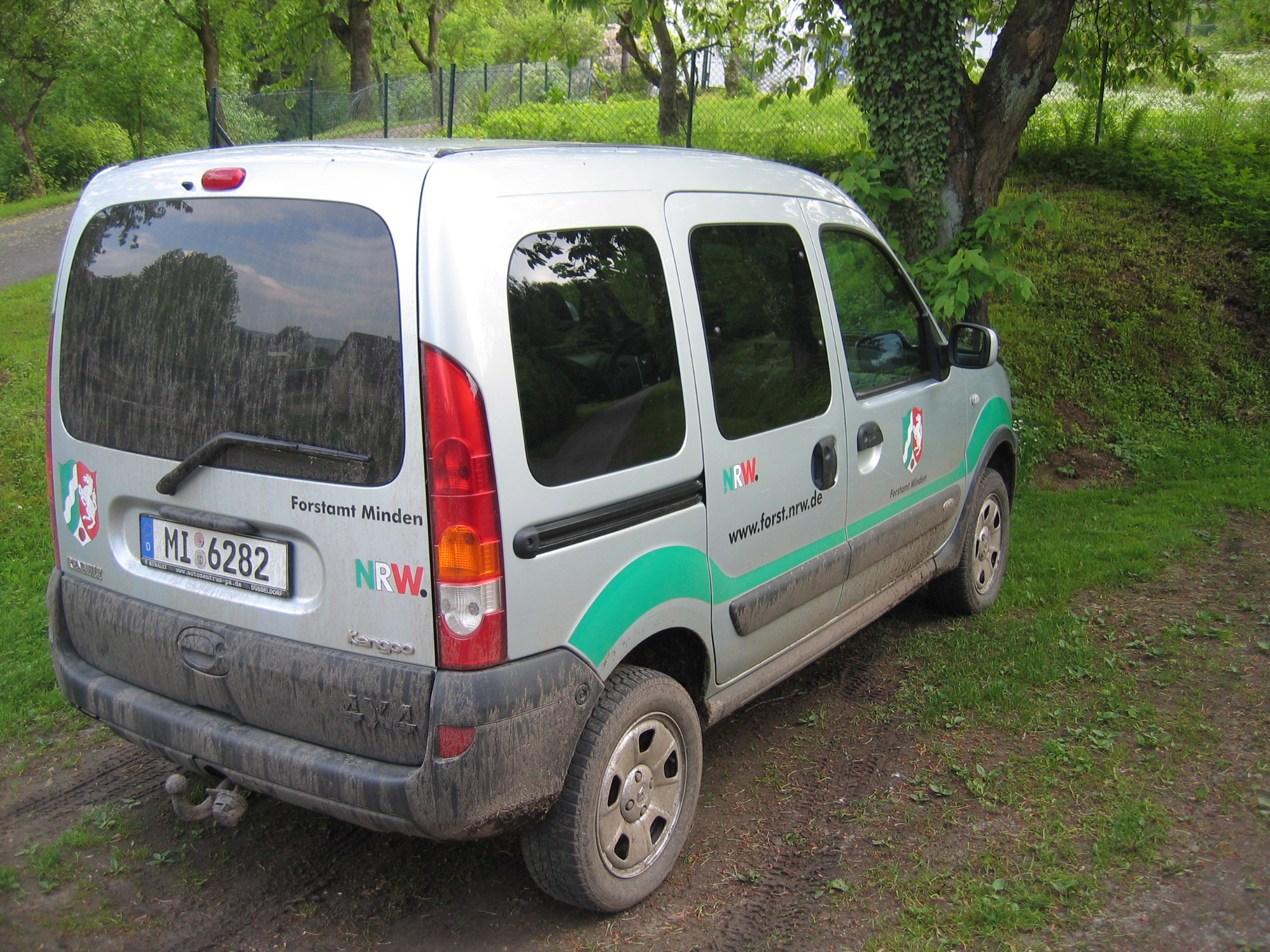
Dienstfahrzeug

Das Regionalforstamt Ostwestfalen-Lippe mit Sitz im ostwestfälischen Minden ist eines von 14 Regionalforstämtern des Landesbetriebes Wald und Holz Nordrhein-Westfalen. Es entstand am 1. Juli 2007 durch Zusammenschluss der ehemaligen Forstämter Minden, Lage und Bielefeld. Aufgrund seiner Lage kann man es als das nördlichste in Nordrhein-Westfalen bezeichnen, dessen Außengrenze zu zwei Dritteln auch die Landesgrenze zu Niedersachsen ist.

## Zuständigkeiten und Aufgaben
Das Forstamt ist für die Forsten in den Kreisen Minden-Lübbecke, Herford, Lippe, Gütersloh und die Stadt Bielefeld zuständig. Die Aufgaben sind wirtschaftlicher und hoheitlicher Art. Große Flächen im Gebiet des Regionalforstamtes Ostwestfalen-Lippe sind in Privatbesitz von über 15.000 Waldbauern. Die Aufgabe des Forstamtes ist hier die Beratung.
- Privatwald: 58 %
- Körperschaftswald: 30 %
- Landeswald: 6,0 %
- Bundeswald: 6,0 %[1]